# Leone Argiro
Leone Argiro (in greco antico: Λέων Ἀργυρός?, Léon Argyrós; ... – X Sec.) è stato un aristocratico e generale bizantino attivo nei primi decenni del X secolo.

## Biografia
Leone, di cui mi non ci è nota la precisa data di nascita, era il figlio del magistros Eustazio Argiro, drungarios della Guardia durante il regno dell'imperatore Leone VI il Saggio, che governò dall'886 al 912. Attorno al 910, Leone e suo fratello Poto Argiro stavano prestando servizio a corte come manglabiti, ossia guardie del corpo personali dell'imperatore, quando loro padre fu avvelenato dopo essere stato sospettato da Leone di complottare ai suoi danni. I due fratelli ottennero comunque di poter avere la salma del padre in modo da poterla seppellire nel monastero di Santa Elisabetta, nel thema di Charsianon.
Dopo la morte del padre, i due fratelli proseguirono entrambi la carriera militare. Secondo l'imperatore Costantino VII Porfirogenito, che salirà al potere nel 913, già nel 911, Leone, nonostante la giovinezza, era diventato stratego del thema di Sebasteia, con il grado di protospatario. I due fratelli svolsero entrambi dei ruoli di rilievo durante la reggenza dell'imperatrice Zoe Carbonopsina, che durò dal 913 al 919. In particolare, Leone assieme a un altro suo fratello, Romano, partecipò alla campagna contro la Bulgaria che si concluse nella disastrosa battaglia di Anchialo del 20 agosto 917.
Sotto Romano I Lecapeno, che regnò dal 920 al 944, salendo al potere come basileopatore del genero Costantino VII, Leone raggiunse le più alte cariche arrivando al rango di patrikios e infine di magistros. Nell'aprile del 922 comandò, insieme a suo fratello Poto, allora Domestikos tōn scholōn, al rhaiktōr Giovanni e al drungarios della flotta imperiale Alessio Mosele, l'esercito che affrontò un'incursione bulgara al comando del kavkhan Menikos, che aveva raggiunto la periferia di Costantinopoli. La successiva battaglia di Pigae fu una disfatta per i Bizantini, ma Leone e suo fratello riuscirono a mettersi in salvo in un vicino forte.
Si ritiene che ad un certo punto anche Leone servì come Domestikos tōn scholōn, ma non è chiaro quando. Jean-François Vannier ha suggerito il periodo tra la battaglia di Pigae e giugno 922, ma il periodo sembrerebbe essere troppo breve. Rodolphe Guilland sostiene invece che Leone abbia avuto tale mandato qualche tempo prima del 922, o forse dopo la caduta di Romano. Lecapeno nel 944. D'altra parte, è anche possibile che gli storici bizantini abbiano confuso Leone con suo fratello Poto.
Leone Argiro ebbe due figli: Mariano Argiro e Romano Argiro. Entrambi furono fermi sostenitori di Romano Lecapeno ed arrivarono a godere del suo favore, tanto che Romano ne sposò perfino una delle figlie: Agata. Attraverso tale unione Leone divenne probabilmente anche il bisnonno dell'imperatore Romano III Argiro, che regnò dal 1028 al 1034.